# Hartley (Texas)
Pour les articles homonymes, voir Hartley.
Hartley est une census-designated place située dans le comté de Hartley, dans l’État du Texas, aux États-Unis. Sa population s’élevait à 540 habitants lors du recensement de 2010.